# ウジェント
ウジェント（イタリア語: Ugento）は、イタリア共和国プッリャ州レッチェ県にある、人口約1万2000人の基礎自治体（コムーネ）。

## 地理

### 位置・広がり

#### 隣接コムーネ
隣接するコムーネは以下の通り。
- アッリステ
- カザラーノ
- メリッサーノ
- プレシッチェ＝アックーアリカ
- ラーカレ
- ルッファーノ
- サルヴェ
- タウリザーノ

## 行政

### 分離集落
ウジェントには、以下の分離集落（フラツィオーネ）がある。
- Gemini, Torre San Giovanni, una parte di Lido Marini, Torre Mozza